# Емпайър 2016
21-вите награди „Емпайър“ (на английски: 21st Empire Awards) се провеждат на 20 март 2016 г. в Лондон. Водещ на церемонията е английският комик Дейвид Уелямс. Това е осмата година, през която Джеймсън е спонсор на събитието и официалното име на наградите е Jameson Empire Awards.

## Множество номинации
| Заглавие на български                       | Оригинално заглавие                   | Номинации | Награди |
| ------------------------------------------- | ------------------------------------- | --------- | ------- |
| Лудия Макс: Пътят на яростта                | Mad Max: Fury Road                    | 10        | 4       |
| Междузвездни войни: Силата се пробужда      | Star Wars: The Force Awakens          | 9         | 5       |
| Марсианецът                                 | The Martian                           | 6         | 1       |
| Завръщането                                 | The Revenant                          | 5         | 1       |
| Пурпурният връх                             | Crimson Peak                          | 4         |         |
| Аз, Ърл и умиращото момиче                  | Me and Earl and the Dying Girl        | 3         |         |
| Сикарио                                     | Sicario                               | 3         |         |
| Омразната осморка                           | The Hateful Eight                     | 3         |         |
| Игрите на глада: Сойка-присмехулка – част 2 | The Hunger Games: Mockingjay – Part 2 | 3         |         |
| Ант-Мен                                     | Ant-Man                               | 2         |         |
| Крийд: Сърце на шампион                     | Creed                                 | 2         |         |
| Отвътре навън                               | Inside Out                            | 2         | 1       |
|                                             | It Follows                            | 2         |         |
| Джурасик свят                               | Jurassic World                        | 2         |         |
| Легенда                                     | Legend                                | 2         |         |
| Макбет                                      | Macbeth                               | 2         |         |
| Мисията невъзможна: Престъпна нация         | Mission: Impossible – Rogue Nation    | 2         |         |
| Стая                                        | Room                                  | 2         |         |
| Спектър                                     | Spectre                               | 2         | 2       |
| Стив Джобс                                  | Steve Jobs                            | 2         |         |
|                                             | Бандата от Комптън                    | 2         |         |
| Момичето от Дания                           | The Danish Girl                       | 2         | 1       |
| Тотал щета                                  | Trainwreck                            | 2         |         |

## Награди и номинации по категория
- Empire Inspiration: Пади Консидайн
- Empire Legend: Алън Рикман
- Empire Hero: Стенли Тучи

| Филм | Британски филм |
| --- | --- |
| - Завръщането - Омразната осморка - Лудия Макс: Пътят на яростта - Марсианецът - Междузвездни войни: Силата се пробужда                                                                                                   | - Спектър - 45 години - Легенда - Макбет - Суфражетка |
| Режисьор | Сценарий |
| - Джей Джей Ейбрамс – Междузвездни войни: Силата се пробужда - Райън Куглър – Крийд: Сърце на шампион - Алехандро Гонсалес Иняриту – Завръщането - Джордж Милър – Лудия Макс: Пътят на яростта - Ридли Скот – Марсианецът | - Чарлс Рандолф и Адам Маккей – Големият залог - Куентин Тарантино – Омразната осморка - Том Маккарти и Джош Сингър – Спотлайт - Арън Соркин – Стив Джобс - Ейми Шумър – Тотал щета                                              |
| Актьор | Актриса |
| - Мат Деймън – Марсианецът - Леонардо ди Каприо – Завръщането - Майкъл Фасбендър – Макбет и Стив Джобс - Том Харди – Легенда и Лудия Макс: Пътят на яростта - Майкъл Джордан – Крийд: Сърце на шампион                    | - Алисия Викандер – Момичето от Дания - Емили Блънт – Сикарио - Бри Ларсън – Стая - Дженифър Лорънс – Игрите на глада: Сойка-присмехулка – част 2 - Шарлиз Терон – Лудия Макс: Пътят на яростта                                  |
| Мъжки дебют | Женски дебют |
| - Джон Бойега – Междузвездни войни: Силата се пробужда - Абрахам Ата – Beasts of No Nation - Томас Ман – Аз, Ърл и умиращото момиче - Джейсън Мичъл – Бандата от Комптън - Джейкъб Трембли – Стая                         | - Дейзи Ридли – Междузвездни войни: Силата се пробужда - Оливия Кук – Аз, Ърл и умиращото момиче - Ребека Фъргюсън – Мисията невъзможна: Престъпна нация - Майка Монро – It Follows - Бел Поули – Дневникът на една тийнейджърка |
| Комедия | Ужаси |
| - Шпиони - Ант-Мен - Аз, Ърл и умиращото момиче - Тотал щета - Отвътре навън | - The Hallow - Пурпурният връх - Коварен капан 3 - It Follows - Krampus |
| Научнофантастичен филм или фентъзи | Трилър |
| - Междузвездни войни: Силата се пробужда - Игрите на глада: Сойка-присмехулка – част 2 - Джурасик свят - Лудия Макс: Пътят на яростта - Марсианецът                                                                       | - Спектър - Мостът на шпионите - The Gift - Мисията невъзможна: Престъпна нация - Сикарио |
| Анимационен филм | Документален филм |
| - Отвътре навън - Миньоните - Овцата Шон: Филмът - Песента на морето - かぐや姫の物語 | - Ейми - Going Clear: Scientology and the Prison of Belief - He Named Me Malala - The Jinx: The Life and Deaths of Robert Durst - Making a Murderer                                                                              |
| Късометражен филм | Саундтрак |
| - World of Tomorrow - Kung Fury - Lava - Sanjay's Super Team - Stutterer | - Лудия Макс: Пътят на яростта - Омразната осморка - Марсианецът - Сикарио - Бандата от Комптън |
| Декори | Костюми |
| - Лудия Макс: Пътят на яростта - Пурпурният връх - Игрите на глада: Сойка-присмехулка – част 2 - Марсианецът - Междузвездни войни: Силата се пробужда                                                                     | - Лудия Макс: Пътят на яростта - Каръл - Пепеляшка - Пурпурният връх - Междузвездни войни: Силата се пробужда |
| Грим и прически | Визуални ефекти |
| - Лудия Макс: Пътят на яростта - Пурпурният връх - Момичето от Дания - Завръщането - Междузвездни войни: Силата се пробужда                                                                                               | - Междузвездни войни: Силата се пробужда - Ант-Мен - Джурасик свят - Лудия Макс: Пътят на яростта - Завръщането |
| Телевизионен сериал | Видео игра |
| - This Is England '90 - Деърдевил - Фарго - Игра на тронове - Джесика Джоунс | - Batman: Arkham Knight - Bloodborne - Fallout 4 - Metal Gear Solid V: The Phantom Pain - The Witcher 3: Wild Hunt |